# Trofeu Giuseppe Garibaldi

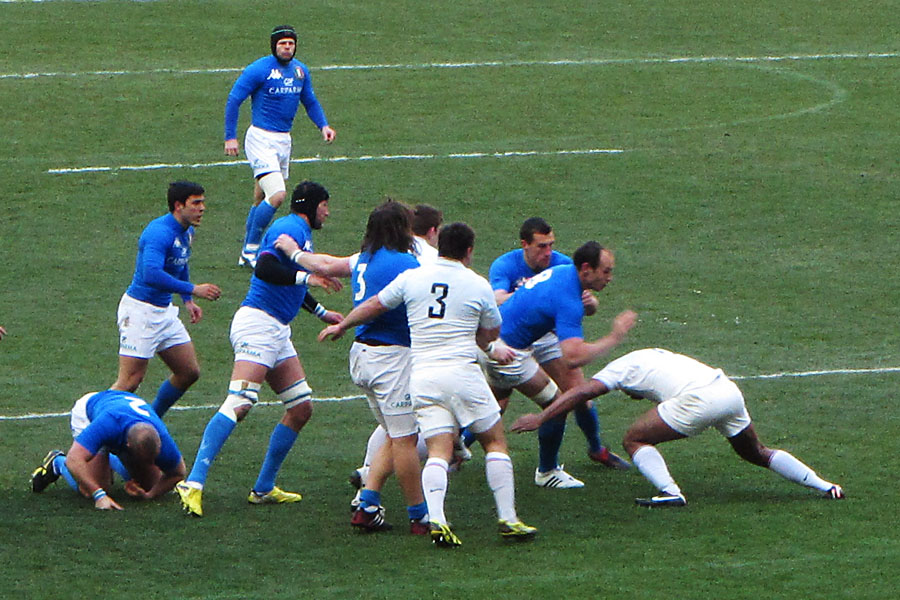
L'edició de 2012 del trofeu a París

El Trofeu Giuseppe Garibaldi (italià: Trofeo Garibaldi; francès: Trophée Garibaldi) és un trofeu de rugby atorgat al guanyador del partit Torneig de les Sis Nacions entre França i Itàlia. El trofeu, fou dissenyat per l'escultor internacional francès Jean-Pierre Esberla, atorgada per primer cop el 3 de febrer de 2007 a França, dins de les celebracions del bicentenari del naixement de Giuseppe Garibaldi.

## Giuseppe Garibaldi
Giuseppe Garibaldi era un italià revolucionari nascut el 1807 a Maco (ara dins França, però llavors part del Regne de Sardenya). Fou un dels pares la unificació d'Itàlia, i també un general de l'Exèrcit francès durant el Guerra francoprussiana de 1870. L'any 2007, durant les celebracions del seu bicentenari la Federació Francesa de Rugbi i la Federació Italiana Rugby van decidir crear un trofeu en el seu honor i tenir-lo atorgat al guanyador del partit del sis nacions entre França i Itàlia.

## Trofeu

### Disseny
Dissenyat per anterior l'escultor internacional Jean-Pierre Esberla, el trofeu va ser descobert al públic el 2 de febrer de 2007, durant una cerimònia a l'ambaixada francesa a Roma. Els padrins del trofeu foren els jugadors internacionals retirats Diego Domínguez per Itàlia i Jean-François Tordo (natural de Maco) per França.

### Atribució del campió
El vencedor del partit s'atribueix el trofeu i el conserva fins al següent enfrontament, a l'any següent. En cas d'empat se li atorga a l'equip que:
- Aconsegueix més assaigs
- Aconsegueixi més transformacions
- Anoti més cops de càstig

Si tot i així els equips continuen empatats, el trofeu se li atorga a tots dos equips, havent guardar-lo cadascun durant sis mesos.

## Resultats
| Any  | Data         | Estadi                 | Local  | Puntuació | Visitant | Guanyador |
| ---- | ------------ | ---------------------- | ------ | --------- | -------- | --------- |
| 2019 | 16 de març   | Stadio Olimpico, Roma  | Itàlia | 14 – 25   | França   | França    |
| 2018 | 23 de febrer | Stade de França, Paris | França | 34 – 17   | Itàlia   | França    |
| 2017 | 12 de març   | Stadio Olimpico, Roma  | Itàlia | 18 – 40   | França   | França    |
| 2016 | 6 de febrer  | Stade de França, Paris | França | 23 – 21   | Itàlia   | França    |
| 2015 | 15 de març   | Stadio Olimpico, Roma  | Itàlia | 0 – 29    | França   | França    |
| 2014 | 9 de febrer  | Stade de França, Paris | França | 30 – 10   | Itàlia   | França    |
| 2013 | 3 de febrer  | Stadio Olimpico, Roma  | Itàlia | 23 – 18   | França   | Itàlia    |
| 2012 | 4 de febrer  | Stade de França, Paris | França | 30 – 12   | Itàlia   | França    |
| 2011 | 12 de març   | Stadio Flaminio, Roma  | Itàlia | 22 – 21   | França   | Itàlia    |
| 2010 | 14 de març   | Stade de França, Paris | França | 46 – 20   | Itàlia   | França    |
| 2009 | 21 de març   | Stadio Flaminio, Roma  | Itàlia | 8 – 50    | França   | França    |
| 2008 | 9 de març    | Stade de França, Paris | França | 25 – 13   | Itàlia   | França    |
| 2007 | 3 de febrer  | Stadio Flaminio, Roma  | Itàlia | 3 – 39    | França   | França    |